# 天主之母堂 (罗马)

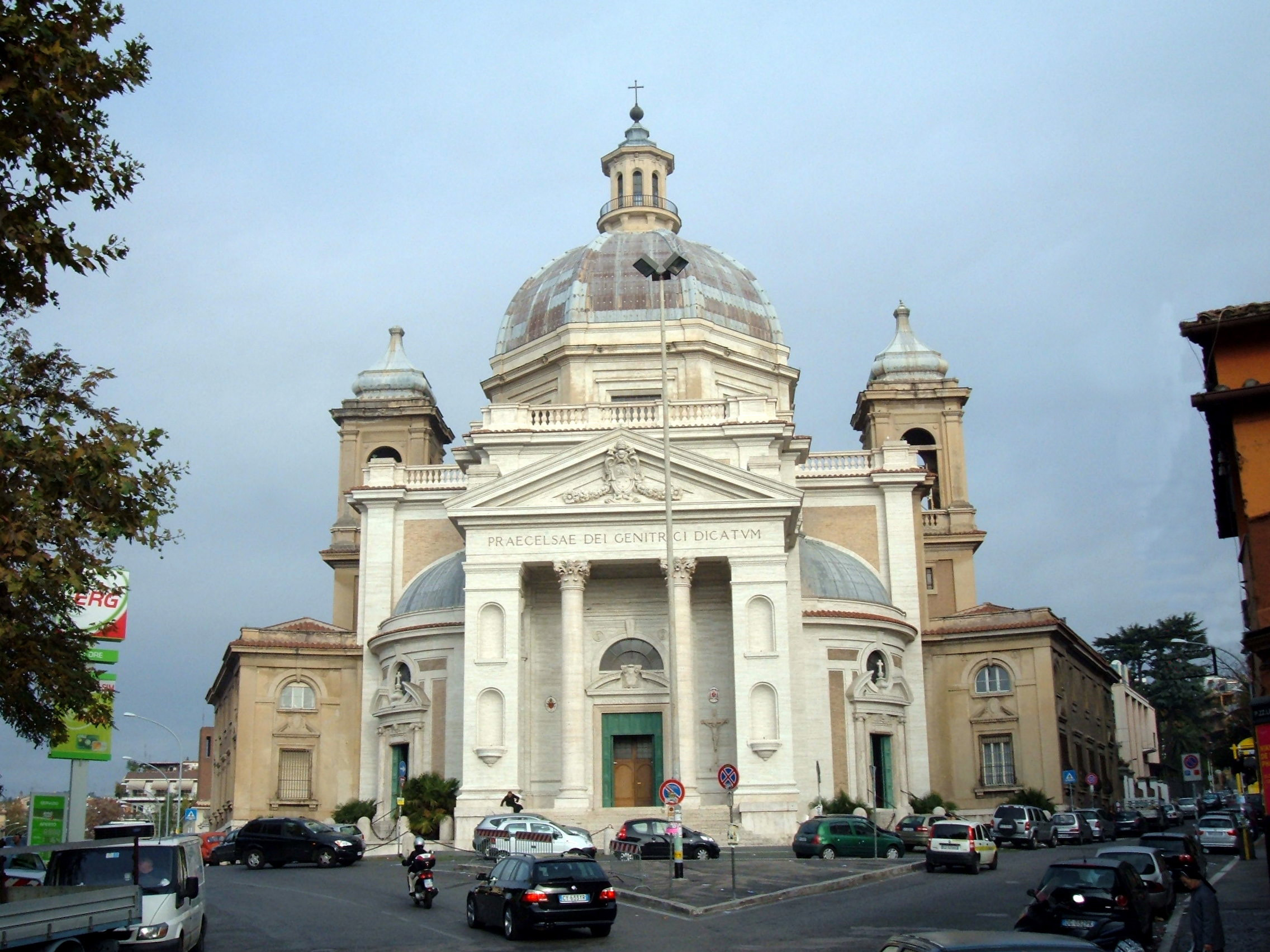

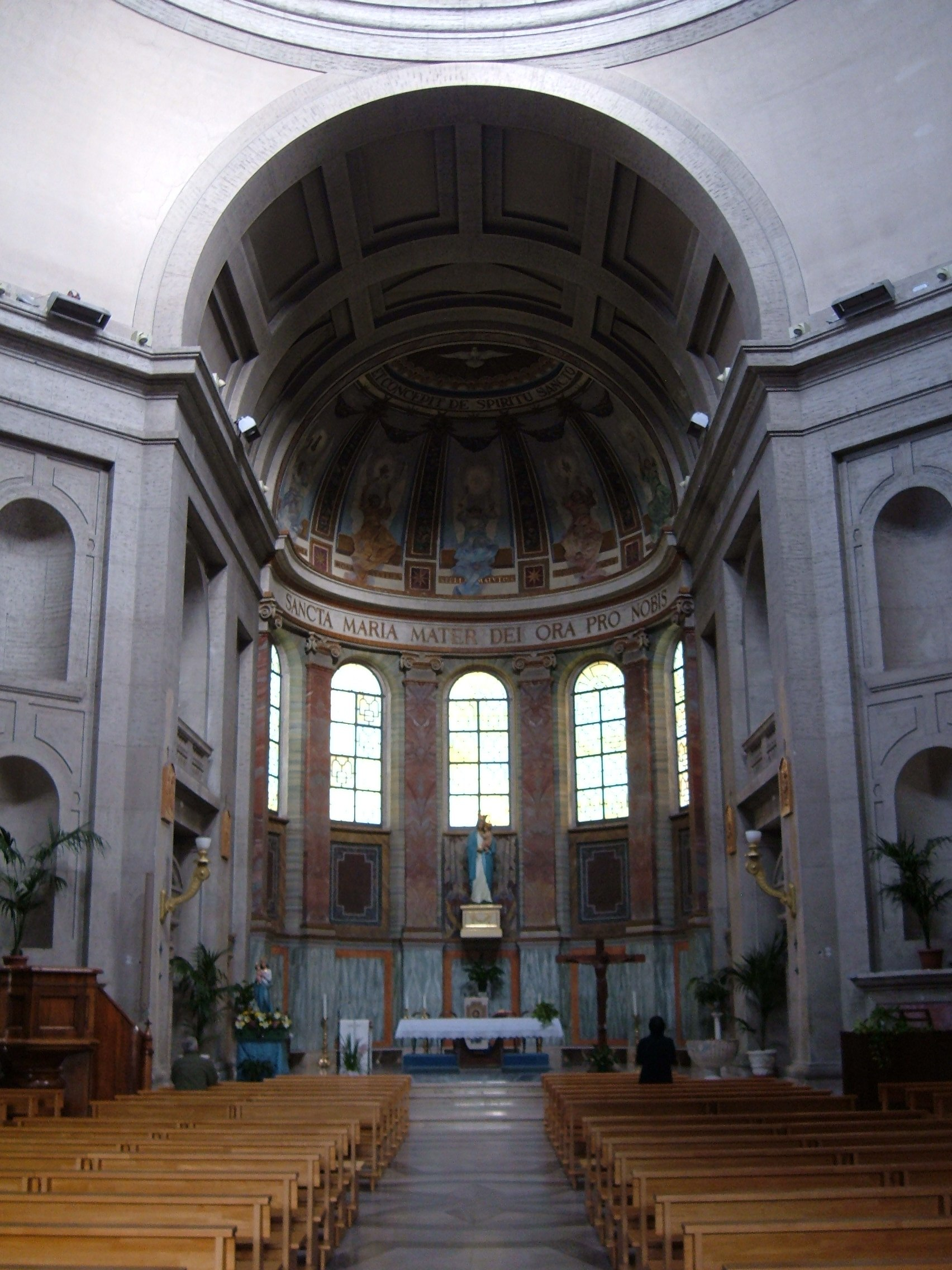

天主之母堂（Chiesa della Gran Madre di Dio）是一座天主教教堂，位于意大利罗马，敬禮圣母玛利亚。自1965年成为领衔堂区。现任枢机为热那亚总主教安杰洛·巴尼亚斯科（自2007年11月24日）。

## 历史
该堂由教宗庇护十一世创建于1931年，以纪念以弗所公會議召开1500周年会上确定了天主之母的教义。教堂建于1931-1933年，建筑师Cesare Bazzani。堂区则由庇护十一世创建于1933年12月1日,，祝圣于1937年。

## 建筑

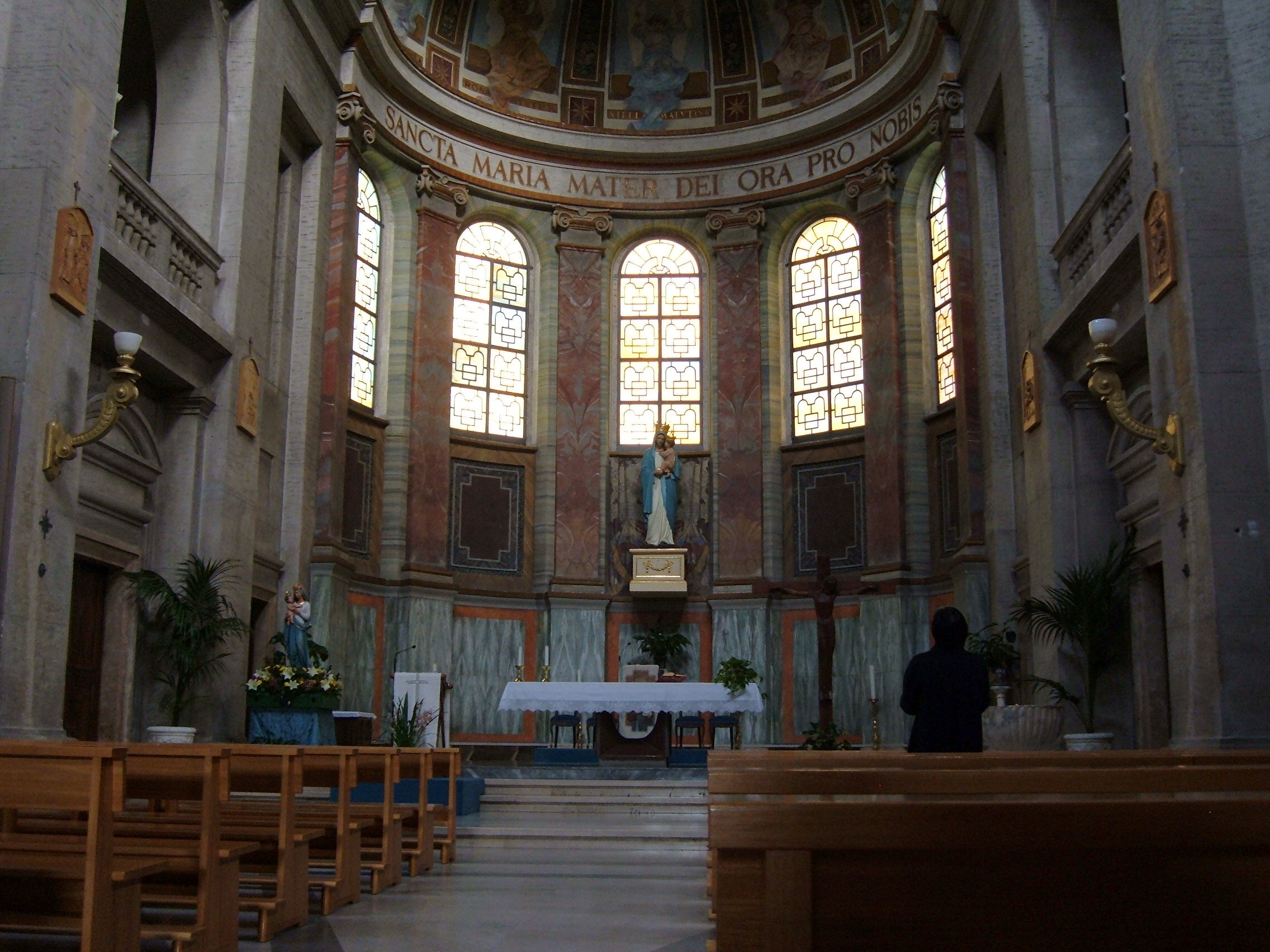
祭台

该堂立面为新古典主义风格，科林斯柱式，门上标有庇护十一世的纹章，设有两个八角形小钟楼。内部为希腊十字平面。半圆形后殿的窗框上，铭刻着文字 SANCTA MARIA MATER DEI ORA PRO NOBIS (圣母玛利亚，天主之母，为我等祈)。后殿内有画家 Federico Morgante的壁画。

## 历任枢机
- 安杰洛·巴尼亚斯科 2007 -